# Dailon Livramento
Dailon Rocha Livramento do Rosario (Rotterdam, 4 maggio 2001) è un calciatore olandese naturalizzato capoverdiano, attaccante del Verona e della nazionale capoverdiana.

## Biografia
Nato a Rotterdam da genitori capoverdiani (anche se la madre è nata in Italia), ha un fratello, Jerzy, componente della band olandese Broederliefde.
Da giovane lui stesso si è dedicato alla musica e al ballo, prima di dedicarsi alla carriera calcistica.

## Carriera

### Club

#### Gli inizi, MVV
Livramento ha iniziato la sua carriera calcistica nel NAC Breda, dove ha debuttato il 21 ottobre 2021 nell'incontro di KNVB beker vinto 2-1 contro il Den Bosch in cui ha anche trovato il primo gol in carriera.
Il 3 agosto 2022 ha firmato un biennale con il MVV. Nella stagione 2023-2024 si è messo in mostra nel campionato cadetto olandese segnando 16 gol in 35 incontri. Chiude la sua esperienza olandese con 99 presenze e 23 reti complessive tra Eerste Divisie e Coppa d’Olanda.

#### Hellas Verona
Il 24 luglio 2024 viene acquistato per circa 600.000 euro  dal Verona, con cui sottoscrive un accordo quadriennale fino al 30 giugno 2028. Esordisce in Serie A il 18 agosto 2024 contro il Napoli nella vittoria per 3-0 segnando il suo primo goal con gli scaligeri.

### Nazionale
Ha debuttato con la nazionale capoverdiana il 21 marzo 2024 nell'incontro amichevole vinto 1-0 contro la Guyana.

## Statistiche

### Presenze e reti nei club
Statistiche aggiornate al 5 febbraio 2025.
| Stagione        | Squadra         | Campionato      | Campionato | Campionato | Coppe nazionali | Coppe nazionali | Coppe nazionali | Coppe continentali | Coppe continentali | Coppe continentali | Altre coppe | Altre coppe | Altre coppe | Totale | Totale |
| Stagione        | Squadra         | Comp            | Pres       | Reti       | Comp            | Pres            | Reti            | Comp               | Pres               | Reti               | Comp        | Pres        | Reti        | Pres   | Reti   |
| --------------- | --------------- | --------------- | ---------- | ---------- | --------------- | --------------- | --------------- | ------------------ | ------------------ | ------------------ | ----------- | ----------- | ----------- | ------ | ------ |
| 2021-2022       | NAC Breda       | 1D              | 1          | 0          | CO              | 2               | 1               |                    | -                  | -                  |             | -           | -           | 3      | 1      |
| 2022-2023       | MVV             | 1D              | 28+2       | 4+1        | CO              | 0               | 0               |                    | -                  | -                  |             | -           | -           | 30     | 5      |
| 2023-2024       | MVV             | 1D              | 35         | 16         | CO              | 1               | 0               |                    | -                  | -                  |             | -           | -           | 36     | 16     |
| Totale MVV      | Totale MVV      | Totale MVV      | 65         | 21         |                 | 1               | 0               |                    | -                  | -                  |             | -           | -           | 96     | 22     |
| 2024-2025       | Verona          | A               | 17         | 1          | CI              | 1               | 0               |                    | -                  | -                  |             | -           | -           | 18     | 1      |
| Totale carriera | Totale carriera | Totale carriera | 83         | 22         |                 | 4               | 1               |                    | -                  | -                  |             | -           | -           | 87     | 23     |

### Cronologia presenze e reti in nazionale
| Cronologia completa delle presenze e delle reti in nazionale ― Capo Verde | Cronologia completa delle presenze e delle reti in nazionale ― Capo Verde | Cronologia completa delle presenze e delle reti in nazionale ― Capo Verde | Cronologia completa delle presenze e delle reti in nazionale ― Capo Verde | Cronologia completa delle presenze e delle reti in nazionale ― Capo Verde | Cronologia completa delle presenze e delle reti in nazionale ― Capo Verde | Cronologia completa delle presenze e delle reti in nazionale ― Capo Verde | Cronologia completa delle presenze e delle reti in nazionale ― Capo Verde |
| Data                                                                      | Città                                                                     | In casa                                                                   | Risultato                                                                 | Ospiti                                                                    | Competizione                                                              | Reti                                                                      | Note                                                                      |
| ------------------------------------------------------------------------- | ------------------------------------------------------------------------- | ------------------------------------------------------------------------- | ------------------------------------------------------------------------- | ------------------------------------------------------------------------- | ------------------------------------------------------------------------- | ------------------------------------------------------------------------- | ------------------------------------------------------------------------- |
| 21-3-2024                                                                 | Gedda                                                                     | Capo Verde                                                                | 1 – 0                                                                     | Guyana                                                                    | Amichevole                                                                | -                                                                         | 67’                                                                       |
| 25-3-2024                                                                 | Gedda                                                                     | Capo Verde                                                                | 1 – 0                                                                     | Guinea Equatoriale                                                        | Amichevole                                                                | -                                                                         | 66’                                                                       |
| 8-6-2024                                                                  | Yaoundé                                                                   | Camerun                                                                   | 4 – 1                                                                     | Capo Verde                                                                | Qual. Mondiali 2026                                                       | -                                                                         | 62’                                                                       |
| 11-6-2024                                                                 | Praia                                                                     | Capo Verde                                                                | 1 – 0                                                                     | Libia                                                                     | Qual. Mondiali 2026                                                       | -                                                                         | 77’ 78’                                                                   |
| 6-9-2024                                                                  | Il Cairo                                                                  | Egitto                                                                    | 3 – 0                                                                     | Capo Verde                                                                | Qual. Coppa d'Africa 2025                                                 | -                                                                         | 46’                                                                       |
| 10-9-2024                                                                 | Praia                                                                     | Capo Verde                                                                | 2 – 0                                                                     | Mauritania                                                                | Qual. Coppa d'Africa 2025                                                 | -                                                                         | 82’                                                                       |
| 10-10-2024                                                                | Praia                                                                     | Capo Verde                                                                | 0 – 1                                                                     | Botswana                                                                  | Qual. Coppa d'Africa 2025                                                 | -                                                                         | 60’                                                                       |
| 15-10-2024                                                                | Francistown                                                               | Botswana                                                                  | 1 – 0                                                                     | Capo Verde                                                                | Qual. Coppa d'Africa 2025                                                 | -                                                                         |                                                                           |
| 15-11-2024                                                                | Praia                                                                     | Capo Verde                                                                | 1 – 1                                                                     | Egitto                                                                    | Qual. Coppa d'Africa 2025                                                 | -                                                                         | 46’                                                                       |
| 19-11-2024                                                                | Nouakchott                                                                | Mauritania                                                                | 1 – 0                                                                     | Capo Verde                                                                | Qual. Coppa d'Africa 2025                                                 | -                                                                         | 70’                                                                       |
| 20-3-2025                                                                 | Praia                                                                     | Capo Verde                                                                | 1 – 0                                                                     | Mauritius                                                                 | Qual. Mondiali 2026                                                       | -                                                                         | 77’                                                                       |
| 25-3-2025                                                                 | Luanda                                                                    | Angola                                                                    | 1 – 2                                                                     | Capo Verde                                                                | Qual. Mondiali 2026                                                       | 2                                                                         | 22’                                                                       |
| 3-6-2025                                                                  | Kuala Lumpur                                                              | Malaysia                                                                  | 0 – 3                                                                     | Capo Verde                                                                | Amichevole                                                                | 2                                                                         |                                                                           |
| 8-6-2025                                                                  | Kutaisi                                                                   | Georgia                                                                   | 1 – 1                                                                     | Capo Verde                                                                | Amichevole                                                                | -                                                                         |                                                                           |
| Totale                                                                    |                                                                           | Presenze                                                                  | 14                                                                        |                                                                           | Reti                                                                      | 4                                                                         |                                                                           |